# ブランプトン
ブランプトン（英: Brampton）は、カナダのオンタリオ州南部、ピール地域に位置する都市。また、グレータートロント（GTA）の一部を形成している。人口は65万6480人（2021年）で市域人口としてはカナダで9番目の規模でトロント都市圏の衛星都市の中ではミシサガに次いで人口が多い。2031年には70万人まで増えると予想される。人口の半数近くをインド系が占める。
カナダを代表する大企業が多数進出しており、また温室栽培が盛んで、Dale's Flowersなどの会社が国際ローズ・コンテストで数々の賞を受賞していることから「フラワータウン（The Flowertown of Canada）」とも呼ばれる。
都市の名はイングランドの北西部カンブリア州に位置する小さな町ブランプトンに由来する。

## 地理
東にボーン、西にハルトンヒルズ、北にカレドン、南にミシサガと接している。

## 人口統計
| 年度   | 人口（人） | 増加率（%） |
| ------ | ---------- | ----------- |
| 2016年 | 593,638    | 13.3        |
| 2011年 | 523,906    | 20.8        |
| 2006年 | 433,806    | 33.3        |
| 2001年 | 325,428    | 21.3        |
| 1996年 | 268,251    | 14.4        |
| 1991年 | 234,445    | -           |

- 増加率は過去5年間の人口増加率を意味する。

### 人種・民族
| 人種・民族構成（ブランプトン） 2016年 | 人種・民族構成（ブランプトン） 2016年 | 人種・民族構成（ブランプトン） 2016年 | 人種・民族構成（ブランプトン） 2016年 | 人種・民族構成（ブランプトン） 2016年 |
| ------------------------------------- | ------------------------------------- | ------------------------------------- | ------------------------------------- | ------------------------------------- |
|                                       |                                       |                                       |                                       |                                       |
| 南アジア系                            | 南アジア系                            |                                       | 44.3%                                 | 44.3%                                 |
| 白人                                  | 白人                                  |                                       | 26%                                   | 26%                                   |
| 黒人                                  | 黒人                                  |                                       | 13.9%                                 | 13.9%                                 |
| フィリピン系                          | フィリピン系                          |                                       | 3.4%                                  | 3.4%                                  |
| ラテンアメリカ系                      | ラテンアメリカ系                      |                                       | 2.4%                                  | 2.4%                                  |
| 中国系                                | 中国系                                |                                       | 1.5%                                  | 1.5%                                  |

2016年国勢調査による人種別構成は73.3%が有色人種となっており、白人は26%に過ぎない。民族別ではインドやパキスタン等の南アジア系が44.3%と大半を占めており、黒人の割合も13.9%とカナダの都市の中ではトロント近郊のエイジャックスと並び最も高くなっており特にジャマイカ系が多くなっている。一方、トロントに多い中国系は少なく僅か1.5%に過ぎない。

### 宗教
- 50.5% キリスト教徒 （Christian）
- 18.8% シク教徒 （Sikh）
- 12.1% ヒンドゥー教徒 （Hindu）
- 7.1% イスラム教徒 （Muslim）

人口の10％以上が無宗教。ブランプトン市の急速な発展とともに、南アジア系の移民の増加によりパンジャーブ州（インド）のシク教徒の割合が突出している。パンジャーブ語話者は全人口の2割近くの17.51%を占めている。

## 交通

### 鉄道
- GOトランジット ・キッチナー線

### 市内交通
- ブランプトン・トランジット （Brampton Transit）
- ミシサガ・トランジット （Mississauga Transit）
- ヒューロンタリオLRT：ミシサガ方面とを結ぶライトレール路線で2024年に完成予定。

## 教育
- シェリダンカレッジ

## 姉妹都市
- プレイノ （アメリカ・テキサス州）
- マリキナ （フィリピン・マニラ首都圏）